# Yelovichnus
Yelovichnus gracilis
Genre
Espèce
Yelovichnus est un genre « énigmatique » connu à partir de fossiles de la période édiacarienne.

## Présentation
Yelovichnus était à l'origine considéré comme un ichnotaxon,,, : ses fossiles, en raison de leur « nature sinueuse », étaient initialement considérés comme des pistes d'alimentation laissées par d'autres formes de vie, telles que les annélides ou les mollusques. Des spécimens mieux conservés ont démontré plus tard que les fossiles n'étaient pas de véritables pistes d'alimentation, car il n'y avait aucune preuve que la forme de vie qui les aurait quittés ne se soit retournée. Les fossiles sont désormais reconnus comme appartenant à un organisme prenant la forme de « tubes effondrés et segmentés », peut-être une algue ou un protiste. Il a également été avancé que Yelovichnus et les organismes similaires sont des xénophyophores, de grands organismes unicellulaires qui existent aujourd'hui dans la zone abyssale. En raison de structures similaires trouvées dans leurs fossiles, il est théorisé que Yelovichnus peut être lié à Palaeopascichnus, ainsi qu'à Aspidella et Neonereites. La principale différence entre Yelovichnus et Palaeopasicichnus réside dans la forme de leurs segments : les segments de Yelovichnus prenaient la forme de « boucles fermées et ovales », alors que les segments de Palaeopascichnus étaient de forme assez variée,.
Le genre et l'espèce ont été décrits par Mikhail Fedonkin en 1985 à partir des gisements édiacarien (Vendien) de la région de la mer Blanche, en Russie. Yelovichnus a été nommé d'après le ruisseau Yeloviy près de la localité.